# Runaways
Runaways ist eine Comicserie des US-amerikanischen Comicverlags Marvel. Sie wurde erschaffen von Brian K. Vaughan (Story) und Adrian Alphona (Zeichnungen). Zunächst erschienen 18 Hefte zwischen Juli 2003 und November 2004. Mangelnde Verkaufszahlen führten trotz zahlreicher Fanproteste zur Einstellung der Serie. Im April 2005 wurde der Comic als Volume 2 wiederbelebt. Die Serie spielt im Marvel-Universum, sodass es des Öfteren zu Gastauftritten oder Erwähnungen von bekannten Charakteren wie Captain America oder den X-Men kommt.

## Inhalt

### Volume 1

#### Pride and Joy (#1 – #6)
Die sechs Jugendlichen Alex Wilder (16), Gertrude Yorkes (15), Karolina Dean (16), Chase Stein (17), Molly Hayes (11) und Nico Minoru (16) finden beim alljährlichen Treffen ihrer Eltern in Malibu (Los Angeles) heraus, dass diese der Geheimorganisation „The Pride“ angehören.
Nachdem die Sechs beobachten, wie ihre Eltern kaltblütig ein Mädchen opfern, um ihren „Herren“, den Gibborim, zu huldigen, beschließen sie von zu Hause fortzulaufen. Bald wird ihnen aber klar, dass sie ihre Eltern aufhalten müssen und dass ihnen niemand helfen wird, da Alex, Gertrude, Karolina, Chase und Nico wegen des Mordes an dem geopferten Mädchen und Mollys angeblicher Entführung gesucht werden.

#### Teenage Wasteland (#7 – #10)
Während eines Raubüberfalls auf einen Tante-Emma-Laden begegnen die Runaways einem Jungen namens Topher. Dieser behauptet, seine bösen Eltern zwangen ihn bei diesem Verbrechen Hilfe zu leisten. Daraufhin nehmen die Runaways Topher mit in ihr Versteck, eine verlassene Herberge. Tophers Anwesenheit entfacht Spannungen zwischen Alex, Nico und Karolina. Schließlich enthüllt sich Topher als Vampir und versucht Nico in seinesgleichen zu verwandeln. Alex rettet sie, woraufhin sich eine Romanze zwischen beiden andeutet. Topher stirbt, nachdem er Karolina gebissen hat, deren Blut Sonnenenergie beinhaltet. Danach spüren „The Pride“ Tophers „Eltern“ auf, die in Wahrheit seine Diener sind, und erfahren von ihnen, dass die Runaways Topher getötet haben. Den Pride-Angehörigen überkommt ein Gefühl von Stolz für ihre Abkömmlinge.

#### Lost and Found (#11 – #12)
Cloak and Dagger, zwei Superhelden aus New York, die vor Jahren selbst als Teenager von zu Hause ausgerissen waren, werden von einem korrupten Polizisten auf die „Runaways“ angesetzt. Nach dem üblichen Missverständnis-führt-dazu-dass-erst-einmal-alle-gegeneinander-kämpfen-Szenario stellt man einige Gemeinsamkeiten fest. Alex und seine Freunde schaffen es sogar, die beiden davon zu überzeugen, den Rächern von den Machenschaften der „Pride“ zu berichten. Doch noch bevor Cloak und Dagger abreisen, werden sie von Mollys Eltern abgefangen, die ihre Erinnerungen an die ganze Geschichte löschen. Einige Elemente aus diesem Zweiteiler werden später in der Story „East Coast/West Coast“ aufgegriffen.

#### The Good Die Young (#13 – #17)
Die korrupte Polizei von Los Angeles hat es endlich geschafft, den geheimen Unterschlupf der Runaways zu finden. Dabei erfahren jetzt auch die Kinder, dass jemand aus ihrer Mitte die ganze Zeit für ihre Eltern gearbeitet hat, auch wenn die Identität dieser Person vorerst nicht bekannt ist. Beim „Rite of Thunder“ sollen die zwölf Mitglieder der „Pride“ eine unschuldige Seele den Gibborims, einer uralten Rasse, deren Ziel die Zerstörung der Menschheit und der Neuanfang ist, opfern. Es kommt zu einer letzten Konfrontation zwischen den beiden Generationen – und nicht alle werden überleben …

#### Eighteen (#18)
Nach dem Tod ihrer Eltern werden die Kinder in unterschiedlichen Familien und Einrichtungen untergebracht. Um die hinter ihnen liegenden Ereignisse geheim zu halten, dürfen sie einander nicht sehen und auch nicht über das Geschehene reden. Da ihnen ihr neues Leben nicht gefällt, entschließen sie sich wieder wegzulaufen und ihr eigenes 'Superhelden-Team' zu gründen.

### Volume 2

#### True Believers (#1 – #6)
Eine „Freundin“ aus der Zukunft flüstert den Runaways, dass eine riesige Bedrohung in nicht allzu ferner Zeit die Rächer und alle anderen Marvel-Helden dank seiner ungeheuren Kraft töten wird, wenn die Runaways nicht in der Gegenwart diese Person liquidieren würden. Dieser „world-ending supervillain“ Victorious ist im Jahre 2005 noch ein High-School-Kid namens Victor Mancha, der einen berühmten Bösewicht als Vater hat. Die Runaways bekommen in diesem Storyarc Gesellschaft von dem Team Excelsior, einer Gruppierung junger B-Helden, die von einem anonymen Gönner beauftragt wurden, die Runaways zu finden.

#### Star-Crossed (#7 – #8)
Karolina offenbart ihre Homosexualität, während sie Nico zu küssen versucht. Nico weist sie jedoch ab. Just in diesem Moment erscheint ein junger Außerirdischer namens Xavin auf der Erde, der behauptet, Karolinas Verlobter zu sein. Sein Volk, die Skrulls, und das Volk, dem Karolina abstammt, die Majesdane, sind seit langem im Krieg. Durch die Heirat Karolinas erhofft er das Ende dieses Konfliktes. Nach einigem Zögern folgt Karolina Xavin in die unendlichen Weiten des Universums.

#### East Coast/West Coast (#9 – #12)
In New York City wird Cloak beschuldigt seine Partnerin Dagger krankenhausreif geschlagen zu haben. Während der Flucht vor den Rächern stürzt er aus einem Fenster und erinnert sich in diesem Moment an die durch Mollys Eltern ausgelöschten Erinnerungen an die Runaways. Sodann beschließt er die jugendlichen Ausreißer um Hilfe zu bitten. Cloak teleportiert sich in das Geheimversteck der Runaways namens „The Hostel“ in Los Angeles und erklärt, ein Betrüger müsse in Cloaks Outfit Dagger angegriffen haben. Gemeinsam reisen sie nach „Big Apple“ und klären die wahren Umstände um Daggers Koma auf.

#### Dead Ringers (#13)
Mitten in einem Kampf der Runaways schlittert Molly in das Abwassersystem von Los Angeles und wird ohnmächtig. Als sie wieder aufwacht, befindet sie sich mit anderen Kindern in einer Schule für angehende Diebe („School of the Seven Bells“), die von einem Lehrer namens „The Provost“ geführt wird. Alle Schüler liefen von zu Hause weg und wurden von „The Provost“ eingefangen und festgehalten. Wer sich nicht seinem Willen unterwirft, wird in eine Steinstatue verwandelt. Molly schwingt sich zur Rebellin auf, rekrutiert ihre Klassenkameraden und besiegt den Schulleiter. Am Ende fällt Molly an einer Bushaltestelle in den Schlaf und träumt, dass ihr Leben seit der schicksalshaften Nacht, als sie und die anderen Runaways von der Boshaftigkeit ihrer Eltern erfuhren, einzig ein Traum war. Im Traum „wacht“ Molly auf und stellt sich vor, ihre Eltern wären am Leben und würden sie ins Disneyland einladen.

### X-Men/Runaway Team-Up (Free Comic Book Day 2006)
Eine 11-seitige Geschichte, geschrieben von Runaways-Autor Brian K. Vaughan und gezeichnet von Skottie Young, die kostenlos von Marvel am Free Comic Book Day 2006 (6. Mai 2006) verteilt wurde. Auf der Suche nach Old Lace stoßen die Runaways auf die X-Men, bestehend aus Wolverine, Cyclops, Emma Frost, Beast, Colossus, Shadowcat und Lockheed. Die X-Men kamen nach Los Angeles, um Molly nach New York zu bringen. Dort soll sie in Xaviers Schule für Hochbegabte ihre Mutantenkräfte besser nutzen lernen. Dem widersetzen sich die Runaways, so dass ein Kampf zwischen beiden Teams ausbricht. Während die meisten Mitglieder auf diese Weise beschäftigt sind, unterhalten sich Gertrude Yorkes und Kitty Pride über Pazifismus und ihre bizarren Haustiere. Die Story endet mit Emmas Entschluss, Molly nicht gegen ihren Willen mitzunehmen. Wenn Molly irgendwann doch den X-Men beitreten möchte, weiß sie, wo diese zu finden sind.

## Veröffentlichungen
- Nachdrucke als Digest (Mangaartiges Taschenbuch):

Runaways Vol. 1: Pride & Joy (beinhaltet Vol.1 #1-6, ISBN 0-7851-1379-7)
Runaways Vol. 2: Teenage Wasteland (beinhaltet Vol.1 #7-12, ISBN 0-7851-1415-7)
Runaways Vol. 3: The Good Die Young (beinhaltet Vol.1 #13-18, ISBN 0-7851-1684-2)
Runaways Vol. 4: True Believers (beinhaltet Vol.2 #1-6, ISBN 0-7851-1705-9)
Runaways Vol. 5: Escape To New York (beinhaltet Vol.2 #7-12, ISBN 0-7851-1901-9)
Runaways Vol. 6: Parental Guidance (beinhaltet Vol.2 #13-18, ISBN 0-7851-1952-3)
Runaways Vol. 7: Live Fast (beinhaltet Vol.2 #19-24, ISBN 0-7851-2267-2)
Runaways Vol. 8: Dead End Kids (beinhaltet Vol.2 #25-30, ISBN 0-7851-3459-X)
Runaways Vol. 9: Dead Wrong (beinhaltet Vol.3 #1-6, ISBN 0-7851-2940-5)
Runaways Vol. 10: Rock Zombies (beinhaltet Vol.3 #7-10, ISBN 0-7851-4074-3)
Runaways Vol. 11: Homeschooling (beinhaltet Vol.3 #11-14, ISBN 0-7851-4039-5)
- Nachdruck als überformatiges Hardcover:

Runaways, Vol. 1 (beinhaltet Vol. 1 #1-18, ISBN 0-7851-1876-4)
Runaways, Vol. 2 (beinhaltet Vol. 2 #1-12 und X-Men/Runaways: Free Comic Book Day 2006, ISBN 0-7851-2358-X)
Runaways, Vol. 3 (beinhaltet Vol. 2 #13-24, ISBN 0-7851-2539-6)

## Verfilmung
Die Internetplattform Hulu gab eine zehn Episoden umfassende Adaption des Comics als Serie in Auftrag. Als Showrunner fungieren die Produzenten Stephanie Savage und Josh Schwartz.
Die Serie wurde unter dem Namen Marvel’s Runaways ab 16. November 2017 auf Hulu veröffentlicht. Im Dezember 2018 wurde eine zweite Staffel mit 13 Folgen veröffentlicht.